# Jarret Thomas
Jarret John Thomas, mais conhecido como J.J. Thomas (Fairbanks, 6 de abril de 1981) é um snowboarder dos Estados Unidos.
Foi medalhista de bronze na modalidade halfpipe nos Jogos Olímpicos de Inverno de 2002 e campeão dos Winter X Games de 2002, também no halfpipe.